# Chrzest Jezusa (obraz El Greca z 1614)
Chrzest Jezusa – obraz olejny hiszpańskiego malarza pochodzenia greckiego Dominikosa Theotokopulosa, znanego jako El Greco.

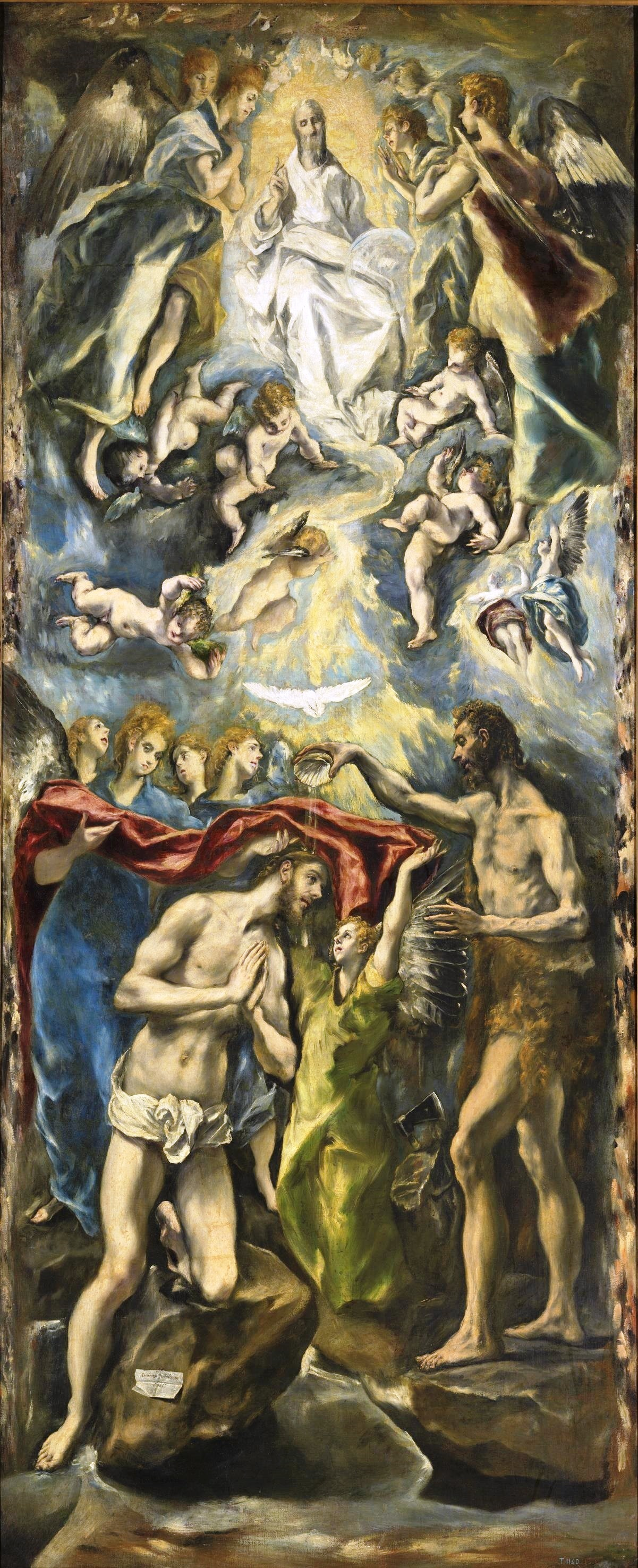
Chrzest Jezusa wersja z kościoła seminaryjnego madryckiego Colegio de doña María de Aragón, z 1600 roku

Obraz został stworzony na zamówienie administratorów szpitala św. Jana Chrzciciela zwanego szpitalem Tavera w Toledo. El Greco już dekadę wcześniej podjął się tego tematu, co wykorzystał w nowym zleceniu tworząc dzieło o podobnej kompozycji. Jest to jedyny ukończony obraz przez artystę z zamówionych przez szpital.

## Opis obrazu
Obraz przedstawia opisaną w Nowym Testamencie scenę ochrzczenia Chrystusa przez Jana Chrzciciela. El Greco kompozycyjnie nie odszedł od tradycyjnego przedstawienia chrztu. Na pierwszym planie artysta umieszcza Jana Chrzciciela polewającego woda głowę Jezusa. Głowa i święcona woda lana z muszli (motyw bizantyjski) znajduje się na osi obrazu a powyżej widać białego gołębia symbolizującego Ducha Świętego. Powyżej, w otoczeniu aniołów przedstawiony został Bóg Ojciec błogosławiący Jezusa.
Już na osi obrazu widać różnicę pomiędzy obu wersjami. Jezus i Chrzciciel są przedstawieni podobnie, ale już aniołowie towarzyszący wyznaczają inne granice. W obrazie z Prado aniołowie rozpościerają nad Chrystusem czerwoną szatę tworząc w ten sposób linię podziału pomiędzy niebem a ziemią oddzielając Jezusa od Ojca Niebieskiego. Tym razem El Greko rezygnuje z takiego podziału na rzecz spójności wydarzenia jakim jest cud chrztu przybliżający człowieka do Boga. Anioł w zielonej szacie ze wzniesionymi dłońmi podkreślającymi spiralny kierunek wznoszenia się, został przeniesiony na lewą stronę a przestrzeń pomiędzy głównymi postaciami wypełnia anielska postać chłopca w czerwonej szacie. Pomiędzy nim a Chrystusem nawiązuje się niema rozmowa, ich wzrok spotyka się; na twarzy Jezusa widać zgodę na przyjęcie ciężaru przyszłych wydarzeń.
Pond ich głowami El Greco ponownie umieszcza gołębicę a powyżej siedzi Bóg Ojciec. Tym razem nie został on przedstawiony frontalnie jako nieruchomy król niebios, ale zajmuje miejsce nieco z prawej strony, z profilu, jakby robił miejsce dla swojego syna. Gdy ten zajmie je będzie jego odbiciem; Ojciec i Syn staną się jednym ciałem. Lewa ręka Boga Ojca spoczywa na kuli przypominającej kulę ziemską symbolizującą władzę nad światem. Podobny motyw El Greco wykorzystał na obrazie Chrystus jako Zbawca'. Wokół postaci krążą aniołowie. ich intensywność ruchu jest coraz większa by na obrazie ze szpitala osiągnąć apogeum ruchu wirowego.